# Neutor (Schweinfurt)

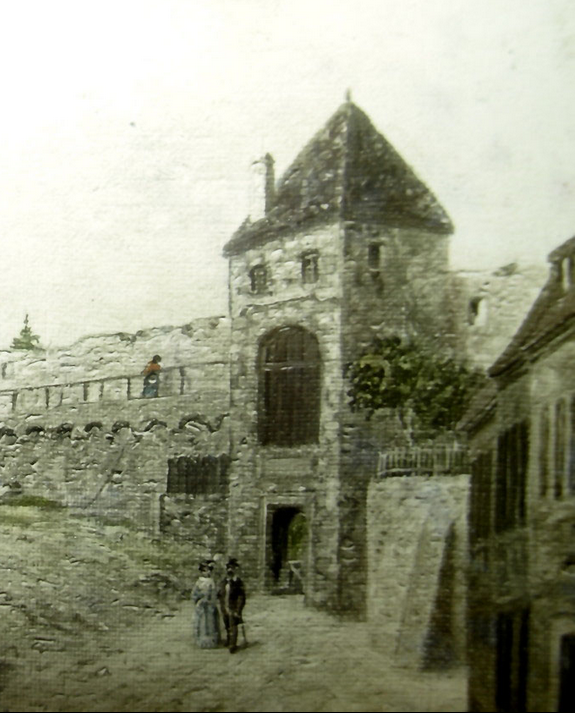
Neutor an der nördlichen Stadtmauer

Das Neutor (auch: Turm zur Schad-Schanze) in Schweinfurt war ein Stadtmauerturm der zu einem Tor umgebaut und um 1870 abgerissen wurde. Das schmale Tor (Pforte) war das zuletzt geschaffene Stadttor Schweinfurts von insgesamt acht Toren (innere Tore mitgerechnet).

## Übersicht der Schweinfurter Stadttore
Die Reichsstadt Schweinfurt besaß nach der Stadterweiterung im 15. Jahrhundert (siehe: Altstadt, Stadterweiterung) und dem Abbruch zweier dadurch unnötig gewordener, innerer Tore fünf Stadttore. Vom Süden am Main beginnend waren das (gegen den Uhrzeigersinn) Brückentor, Mühltor, Obertor, Spitaltor und Fischertor. Dazu kam als sechstes Tor später noch das Neutor. Alle Tore wurden im 19. Jahrhundert abgerissen.

## Lage
Das Neutor lag am Höpperle. Dies ist die Bezeichnung für dem nordwestlichen Abschnitt der Schweinfurter Stadtmauer. Im Vorfeld des Höpperles lag die Christina-Schanze; heute befindet sich dort das Stadttheater und dahinter beginnt die Neutorvorstadt.

## Geschichte

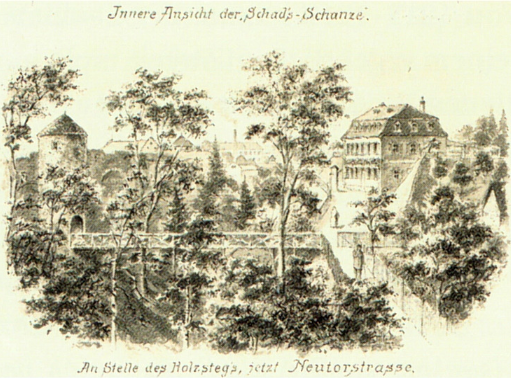
Steg über den Stadtgraben. Links Neutor, rechts Christina-Schanze (auch: Schad-Schanze) mit dem Wirtshaus von Michael Schad

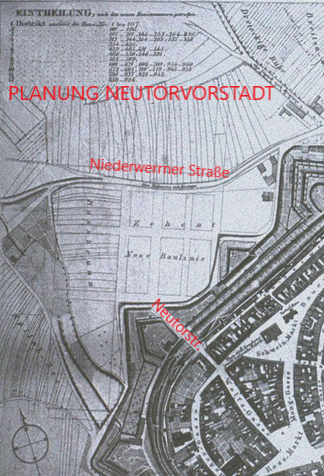
Katasterplan von 1868 mit abgebrochenem Neutor, aufgeschüttetem Stadtgraben und neuen Baulinien der südlichen Neutorvorstadt (Zehent)

Das Neutor entstand durch einen Durchbruch in einem ca. 1564 erbauten Schalenturm der Stadtmauer. Davor wurde ein hölzerner Steg über den hier breiten und tiefen Stadtgraben errichtet, als Zugang zu den Schanzen, insbesondere der Christina-Schanze, mit dem beliebten Schadschen Wirtshaus.  Auf dem Katasterplan von 1864 (siehe: Innenstadt, Nordwesten) und auf einem Bild (siehe rechts) sind Torturm und Steg noch zu sehen. Der Katasterplan von 1868 (siehe rechts) zeigt bereits den heutigen Zustand ohne Steg, mit abgebrochenem Torturm und aufgefülltem Stadtgraben. Demnach wurde das Neutor zwischen 1864 und 1868 abgerissen, nach anderen Quellen erst 1871.
Mit der Auffüllung des Stadtgrabens wurde der Weg für die erste planmäßige Stadterweiterung außerhalb der Altstadt freigemacht, der Neutorvorstadt. Der Name Neutorstraße ist erstmals auf dem Stadtplan von 1885 beim Anwesen Neutorstraße 2 als Neuthor zu finden, einem Zollhäuschen Ecke Neue Gasse.

## Spätere und heutige Situation
Das Neutor wurde bis auf Überreste abgebrochen, obwohl es der Neutorstraße bis zur Straßenverbreiterung von 1961 nicht im Wege stand. 

Stadtmauer-Innenseite
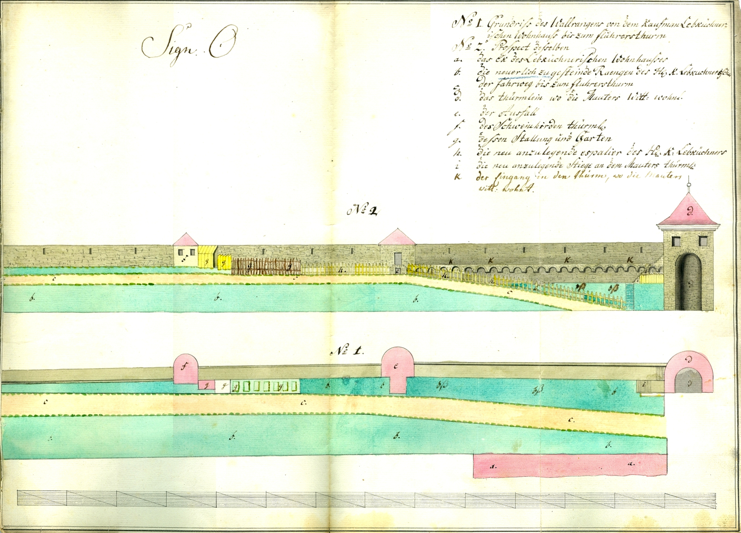
Plan vor 1868. Höpperle mit Neutor, Ausfallturm und Schweinehirtenturm (von rechts nach links)
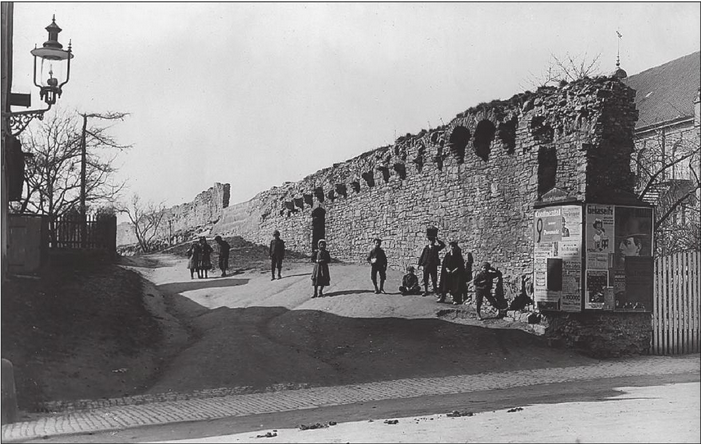
Zugemauerte Reste des Neutors 1910 (vgl. mit Foto ganz oben rechts)
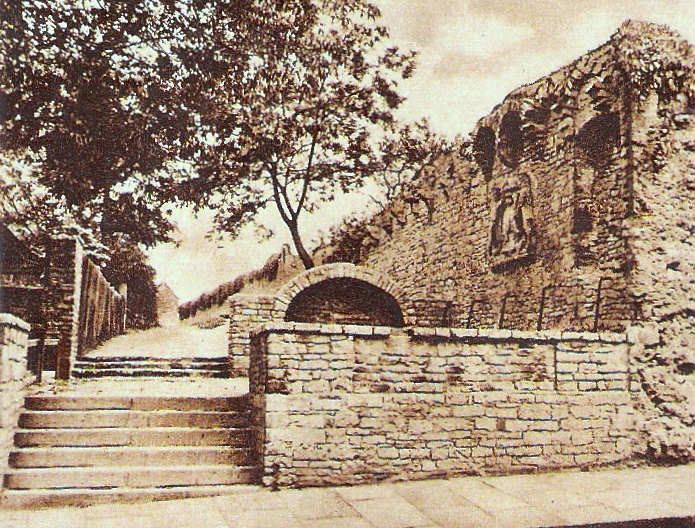
Reste des Neutors 1934. Torreste und Wappen der Königin Christina von Schweden (bitte Bild vergrößern) fielen 1961 der Straßenverbreiterung der Neutorstraße zum Opfer
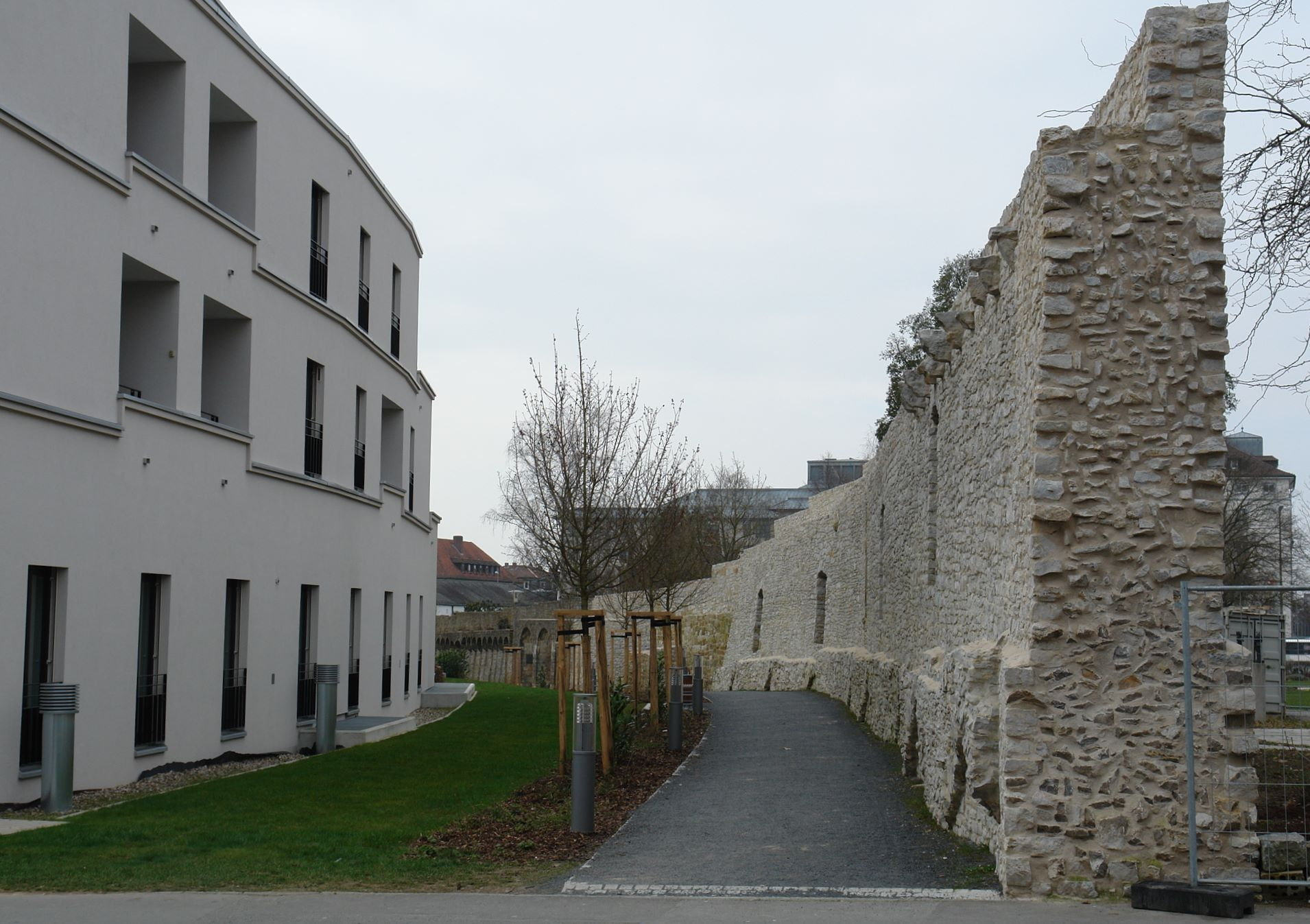
Verkürzte Stadtmauer 2014. Ohne Reste des Neutors. Links Neue Hadergasse (2012–14), ein Großprojekt das im Bogen der Stadtmauer folgt